# Астерікс і Обелікс проти Цезаря
«Астері́кс і Обелі́кс проти Це́заря» (фр. Astérix et Obélix contre César) — кінокомедія 1999 року режисера Клода Зіді за мотивами відомих коміксів Рене Госіні та Альбера Удерзо про вікінгів Астерікса та Обелікса. Продовження — «Астерікс і Обелікс: Місія Клеопатра» (2002), «Астерікс на Олімпійських іграх» (2008) та «Астерікс і Обелікс у Британії» (2012).
На момент релізу фільм став найдорожчим у французькому кінематографі всіх часів, що робить його найдорожчим у Франції протягом ХХ століття. Пізніше перевершений фільмом «Астерікс і Обелікс: Місія Клеопатра» в 2002 р.
Теглайн: «Галли повстають!»

## Сюжет
Вся Європа підкорилась Цезарю, в тому числі і Галлія — окрім одного села. Його населяють непереможні галли, таємниця яких в напої сили, який варить друїд Панорамікс. Після того, як вікінги Астерікс та Обелікс вигнали римських збирачів податків, Цезар вирішив сам провчити непокірних і рушив на село військом.
Радник імператора, підступний Детрігнус знаходить спосіб здолати галлів. Для цього він викрадає Панорамікса під час щорічного з'їзду друїдів. Тепер робити чарівний напій галлам нема кому, а запасів зробленого раніше надовго не вистачить. Але Детрігнус переслідує куди амбіційніші цілі: він хоче дізнатися таємницю напою і скористатися ним для захоплення влади в Римі.
Астерікс та Обелікс вирішують врятувати друга. Переодягнувшись в обладунки римського легіонера, Обелікс (під іменем «Обелус») відводить нібито полоненого ним Астерікса в табір римлян. За це Детрігнус робить Обелуса своїм наближеним. Астерікс та Панорамікс готують зілля, збираючись випити його самим і втекти з полону. Але Детрігнусу вдається перехопити казанок у полонених галлів. Тепер він отримує велику силу і разом із Обелусом скидає Цезаря.
Гнус вирішує позбутися галлів за допомогою гладіаторських ігор. Спритний Астерікс проходить пастки з крокодилами та павуками, і добирається до трибуни диктатора щоби крикнути Обеліксу, хай той виходить з ролі. Разом друзі пробиваються до виходу, прихопивши зі собою невідомого полоненого в масці.
Після повернення в село галли виявляють, що звільнили Цезаря. Тепер Цезар їх вимушений спільник. У Панорамікса не залишилось інгредієнтів для еліксира сили, і він вирішує вдатися за допомогою до свого прадіда, відлюдника. Старий відлюдник задає трьом друзям загадки, поки інші галли насилу відбиваються він римлян. Добившись від дідуся флакону із особливим інгредієнтом — молоком єдинорога — Панорамікс додає його в зілля, і воно окрім збільшення сили тепер створює двійника. Армія однакових Астеріксів та Обеліксів розносить легіони Детрігнуса і повертає їх в підпорядкування Цезарю. А Цезар в свою чергу оголошує село галлів спільниками римлян.
За допомогою зілля роздвоєння Обелікс пробує вирішити проблему в своєму особистому житті. Його кохана Фальбала кохає іншого, і сприймає товстуна не більше ніж як друга. Він вирішує створити двійника Фальбали, щоби поділити її із суперником, але виявляється, що дія цього зілля недовговічне. Велетень залишається не при справах.

## У ролях
- Крістіан Клав'є — Астерікс
- Жерар Депардьє — Обелікс
- Роберто Беніньї — Детрігнус
- Мішель Галабрю — Абранакурсікс
- Клод П'єплю — Панорамікс
- Даніель Прево — Пролікс
- П'єр Палмаде — Консерваторікс
- Летиція Каста — Фальбалла
- Аріель Домбаль — Мадам Ветеранікс
- Сім — Ветеранікс
- Маріанне Зегебрехт — Боньмінь
- Джон Готфрід — Юлій Цезар
- Жан-П'єр Кастальді — Кайюс Бонус
- Жан-Роже Міло — Сетотаматікс
- Жан-Жак Дево — Ордралфабетікс
- Харді Крюгер-молодший — Трагікомікс
- Мішель Мюллер — Малосінус
- Олів'є Ашар — Анорексікс
- Жерар Делапорте — Аламбікс
- Жан-Ів Туал — Матузалікс
- Патрік Масьйо — Олібріус
- Герберт Фукс — Тікетдебус
- Беппе Черлічі — Тролейбус
- Дідьє Кочі — Брут
- Жан-Поль Фарре — Гіпотенус

## Виробництво
В одній зі сцен масовка повинна була за сюжетом сильно кричати і поводитися, як божевільні. Проте знімальна команда спочатку не могла змусити людей бути досить голосними і дикими. Тоді режисер вирішив розділити їх на дві групи: фанати несприятливих німецьких футбольних команд були виставлені один проти одного. Це спрацювало настільки ідеально, що люди казилися навіть після того, як зняли необхідні сцени. 
Під час зйомок використовувався підроблений і справжні алігатори. Щоб заспокоїти алігаторів внизу, вони регулярно поливалися холодною водою. Для певної сцени каскадеру Жерара Депардьє треба було стрибати на фальшивого алігатора. Проте каскадер зробив помилку і стрибнув на реального алігатора. На щастя, йому вдалося піти досить швидко без шкоди для себе і тварини.
У фільмі близько 100 реальних павуків. Знімальна команда зробила їх нешкідливими, поставивши віск на їх зуби. Щовечора їх рахували, до кінця знімального процесу деякі з них втекли. Більшість загинули через холод, але один павук вижив і пізніше був знайдений на знімальному майданчику. Місцеві пожежні вирішили зберегти його для себе в ролі талісмана.

## Саундтрек
Саундтрек від Жана-Жака Гольдмана і Роланда Романеллі.
- «Elle ne me voit pas» — 4:26
- «Lei non vede me» — 4:26
- «Asterix et Obelix contre César» — 2:20
- «L'Embuscade» — 2:07
- «L'Amour» — 3:52
- «Le Cirque Encore» — 5:15
- «La Serpe D'or» — 4:07
- «Falbala» — 1:48
- «Le Devin» — 2:43
- «L'Amour Toujours» — 3:45
- «Les Hallucinations D'Astérix» — 2:56
- «La Potion Magique» — 3:14
- «Bélenos» — 7:18
- «Obélix» — 3:44

## Критика
Рейтинг на сайті IMDb — 5,8/10.

### Премії
- 1999 — Золотий Екран
- 1999 — Bogey Award
- 2000 — Баварська кінопремія — найкращий актор другого плану — Джон Готфрід
- 2000 — Номінація на премію Сезар за костюм Цезаря